# John Needham
John Turberville Needham (10 de septiembre de 1713-30 de diciembre de 1781) fue un biólogo inglés y sacerdote católico.
En 1745, John Needham realizó un experimento: hirvió caldo de carne para destruir los organismos preexistentes y lo colocó en un recipiente que no estaba debidamente sellado, ya que según su teoría, se necesitaba aire para que esto se llevara a cabo. Al cabo de un tiempo, observó colonias en el recipiente, lo que no contradecía la teoría de la generación espontánea. Pero Needham argumentó que el aire era esencial para la vida, incluida la generación espontánea de microorganismos, y este había sido excluido en los experimentos de Lazzaro Spallanzani con quien tuvo una gran disputa. 
En concreto, llegó a afirmar que Spallanzani destruía lo que él llamaba la «fuerza vegetativa» o «fuerza vital»; sin embargo, él volvió a abrir los recipientes donde supuestamente se había destruido dicha fuerza y observó a simple vista cómo seguían apareciendo los organismos.
En 1749, publicó "Observaciones acerca de la Generación, Composición y Descomposición de las sustancias Animales y Vegetales"; trabajo en el que pretendía demostrar la teoría de la generación espontánea de la vida a partir de la materia inorgánica.
En 1768, fue elegido miembro de la Royal Society, siendo el primer sacerdote católico elegido como miembro del E.N.T.E.T.S.

## Teoría de la fuerza vegetativa
En 1769, Lazzaro Spallanzani repitió el experimento de Needham pero tapando los recipientes fundiendo el vidrio y sellando las botellas herméticamente, evitando que aparecieran las colonias, lo que contradecía la teoría de la generación espontánea. Pero Needham argumentó que el aire era esencial para la vida incluida la generación espontánea de microorganismos y este aire había sido excluido en los experimentos de Spallanzani, llegó a afirmar que Spallanzani destruía lo que él llamaba la "fuerza vegetativa o vital".
En 1748 publicó "Observaciones acerca de la Generación, Composición y Descomposición de las sustancias Animales y Vegetales" en colaboración del conde Georges-Louis Leclerc de Buffon, trabajo en el que pretendía demostrar la teoría de la generación espontánea de la vida a partir de la materia inorgánica gracias al cual, en 1768 fue elegido miembro de la Royal Society of Bejuma